# Diószegi Sándor
Diószegi Sándor (Nyírjákó, 1915. december 4. – Budapest, 1993. január 7.) zeneszerző, karnagy, református orgonista-kántortanító.

## Élete
Az abonyi kántortanító majd iskolaigazgató gyermeke orgonista-kántortanítói oklevelet szerzett a nagykőrösi Tanítóképzőben. Fiatal tanítóként Pátrohán, majd a Füzesgyarmati Egyházi Iskolában tanított. Elkötelezett híve lett a Kodály-módszernek és az Éneklő Ifjúság mozgalomnak. 150 tagú gyermek és 40 tagú vegyeskart vezetett Füzesgyarmaton.
1944-ben negyedszer hívták be katonának, amikor megsebesült. Nyugatra szállították, Németországban gyógyult, pár év németországi tartózkodás után 1951-ben érkezett az Egyesült Államokba.
Gyári munkásként dolgozott Chicagóban, mellette zongoristaként, zeneszerzőként egyaránt tevékenykedett. Amerikai tartózkodása idején szerény anyagi körülmények között élt, de hivatásának érezve terjesztette a magyar kultúrát. Zeneszerzői tehetsége – amelyre gyermekként, fiatalemberként Abonyban is felhívta a figyelmet - csak az 1979-es Magyarországra való visszatérése után tudott közkinccsé válni.
Végső akarata teljesült: magyar földben nyugszik Abonyban, ahova 1993. január 21-én temették szülei mellé.

## Zenei, zeneszerzői tevékenysége

### Itthon (1944-ig)
1934-ben mutatták be Abonyban a Hadnagy úr c. zenés játékát 6 dalbetétjével,
1935-ben került sor Mese hercege c. zenés játékának bemutatójára 8 dalbetétjével,
1936-ban a Homonnay színtársulat előadásában mutatták be Nyári felhő c. zenés játékát 16 dalbetétjével Kazal László és Major Ida vendégszereplésével,
1939-40 a Dáma c. nagyoperett megszületése,
1944. február 6-án Heinemann Sándor a Royal Revüszínház igazgatója szerződést ajánlott havi, legalább 2 szám komponálására. (Ennek a szerződésnek értelmében hangzott el a Rádióban rövidesen a Könnycseppek c. sanzonja Nagykovácsi Ilonával.)
Ezt a szerződést kénytelen volt „megszegni” az 1944 júliusában kapott katonai behívója miatt.

### Amerikában (1951-től 1979-ig)
Chicagoban 1969-től államilag bejegyzett Kulturális Egyesületet szervezett „Tulipános Láda” néven, melynek keretében hétvégi Magyar Iskolát, Népdalkórust (60 taggal), Népi Tánccsoportot (40 taggal) szervezett.
Több száz magyar nótát, operett-dalt, táncdalt, sanzont komponált, amelyet közel 400 műsoros előadás, 1000 dalból álló repertoár - köztük saját szerzeményei - szólaltak meg a 30 ezer magyar és 55 ezer fős amerikai hallgatóság örömére.
38 legnépszerűbb szerzeményét hanglemezen is kiadták, ahol Bere Erzsébet – a legmagasabb szintet elérő tanítványa , akit ő tanított meg (újból) a magyar nyelvre - is közreműködött.
Az amerikai magyarság nagyra becsülte munkásságát : Musschot Mária és Szathmáry Lajos művészetpártolók az Egyesületnek klubházat vásároltak és bocsátottak a rendelkezésére.

### Újra itthon (1979–től 1993-ig)
Szerzeményeit szeretné a Pesti Vigadóban bemutatni és itthon kiadni, de nem talál rá kiadót. 1987 tavaszán ismeri meg Éliás Tibor énekes-művészt, aki a Művészetpártolók Első Magyar Nosztalgia Egyletét alapította Szentendrén és ő vállalja, hogy saját költségén megjelenteti 109 magyarnótáját és 5 műdalát, ami így ezen év szeptember 20-án 2000 példányban a nótakedvelők kezébe kerülhetett. Abban az időben magán ember vagy szervezet nem adhatott ki könyvet, kottát vagy mást, - így mint "műsorfüzet" került bejegyzésre a 76 oldalas kiadvány. Éliás leleményességén múlott, hogy ez a sok szép dal nyomtatásban, kotta formában is megjelenhetett, - hiszen a címoldalon ott szerepelt, hogy "A kottafüzet az 1987. október 16-i szerzői est műsorának kottaanyagát is tartalmazza." Természetesen az elhangzó dalok előadóinak nevét is feltüntetve: Kalmár Magda, Szentendrei Klára, Berkes János, Éliás Tibor, Miklóssy József, Pere János.  
1987. október 16. első szerzői estje a Pesti Vigadóban.
Közben műveinek kottáit rendezte sajtó alá, hanglemezeket adott ki magyar nótáiból (Minden nótám neked írtam, Valahol a szívem mélyén,) operettdalaiból, sanzonjaiból és táncdalaiból (Valami szépet hadd mondjak el, Egy randevú a zongoránál). A hanglemezek megjelenését minden alkalommal élő hanglemez bemutató követett a Pesti Vigadóban vagy az Óbudai Társaskörben.
Dalait a szakma élvonalbeli művészei szólaltatták meg, mintegy elismerve ezzel dalainak művészi színvonalát.
1993-ban bekövetkezett halálát autóbaleset okozta: a gyalogos-zebrán szabályosan átkelve egy autó ütötte el.

## Dalaiból
- Felföldi Anikó: Légy szíves
- Pere János: Távoli szerenád - szerenád-dal
- Tarnai Kiss László: Valahol a szívem mélyén - magyarnóta
- Szabó Miklós: Jön az ősz
- Hazajöttem hozzád, hazám, te kis ország- Diószegi Sándor hazatérő éneke
- Ady Endre: Szeretném, ha szeretnének című versének megzenésítése és előadása Chicagóban
- A szakma legnépszerűbb művészei éneklik dalait: Valami szépet hadd mondjak el című lemezén

## Emlékezete
- Szülőfalujában, Nyírjákón az ő nevét viseli a községet átszelő 4105-ös út egyik belterületi szakasza.